# NXT TakeOver: Toronto (2016)
NXT TakeOver: Toronto war eine Wrestling-Veranstaltung der WWE, die auf dem WWE Network ausgestrahlt wurde. Sie fand am 19. November 2016 in Toronto, Ontario, Kanada statt. Es war die 13. Austragung einer NXT-Großveranstaltung unter dem Namen NXT TakeOver seit Februar 2014 und die vierte im Jahr 2016. Erstmals fand eine davon in Kanada statt.

## Hintergrund
Im Vorfeld der Veranstaltung wurden fünf Matches angesetzt. Diese resultierten aus den Storylines, die in den Wochen vor NXT TakeOver: Toronto bei NXT, der wöchentlich auf dem WWE Network ausgestrahlten Show der Entwicklungs-Liga der WWE, gezeigt wurden.

## Veranstaltung
| Funktion      | Name           |
| ------------- | -------------- |
| Kommentatoren | Corey Graves   |
| Kommentatoren | Tom Phillips   |
| Ringsprecher  | Mike Rome      |
| Ringrichter   | Danilo Anfibio |
| Ringrichter   | Eddie Orengo   |
| Ringrichter   | Drake Wuertz   |
| Pre-Show      | Charly Caruso  |
| Pre-Show      | Lita           |
| Pre-Show      | Mauro Ranallo  |

### Matches
Zu Beginn der Show trafen Bobby Roode und Tye Dillinger in einem Singles-Match aufeinander. Roode gewann das Match, nachdem er seinen Finishing Move Glourious DDT gegen Dillinger zeigen konnte. Anschließend kam es zum Finale der zweiten Austragung des Turniers Dusty Rhodes Tag Team Classic, in welchem The Authors of Pain (Akam und Rezar) das Team TM-61 (Nick Miller und Shane Thorne) besiegen durften. Die eigentliche Ringbegleitung der Authors of Pain Paul Ellering war im Rahmen einer Storyline während des Matches in einem über dem Ring hängenden Käfig eingesperrt.
Als Nächstes verteidigten The Revival (Dash Wilder und Scott Dawson) ihre NXT Tag Team Championship gegen die Herausforderer #DIY (Johnny Gargano und Tommaso Ciampa) in einem Two-out-of-Three-Falls-Match. Zunächst konnten die Titelträger hier in Führung gehen, als Wilder Gargano nach etwas mehr als fünf Minuten Matchzeit pinnte. Zuvor hatten The Revival gegen diesen die Shatter Machine gezeigt. Nach 13 Minuten konnte Ciampa durch Pinfall gegen Dawson, ehe Gargano Wilder nach mehr als 22 Minuten zur Aufgabe zwang, womit sich #DIY die Titel sicherten. Zudem verteidigte Asuka wenig später erfolgreich ihre NXT Women’s Championship gegen die zur WWE zurückkehrende Mickie James, nachdem diese im Asuka Lock aufgeben musste. Ein von James angebotener Handschlag nach dem Match wurde von Asuka nicht angenommen.

### Main Event
Main Event der Veranstaltung war ein Match um die NXT Championship zwischen dem Titelträger Shinsuke Nakamura und seinem Herausforderer Samoa Joe. Beide waren bereits bei NXT TakeOver: Brooklyn II im August 2016 aufeinandergetroffen, als Nakamura Joe den Titel abnehmen durfte. Nakamura wurde bei seinem Einzug von einer Gruppe von Geigern begleitet, die seine Musik spielten.
Joe gewann das Match nach einer Uranage auf die Ringtreppe außerhalb und einem anschließenden Muscle Buster gegen Nakamura innerhalb des Rings.

## Ergebnisse
| Matchart                                        |                                        |      |                                              | Zeit  |
| ----------------------------------------------- | -------------------------------------- | ---- | -------------------------------------------- | ----- |
| Singles-Match                                   | Bobby Roode                            | bes. | Tye Dillinger                                | 16:29 |
| Tag-Team-Match                                  | The Authors of Pain (Akam & Rezar)     | bes. | TM-61 (Nick Miller & Shane Thorne)           | 08:21 |
| Tag-Team-Match um die NXT Tag Team Championship | #DIY (Johnny Gargano & Tommaso Ciampa) | bes. | The Revival (Dash Wilder & Scott Dawson) (C) | 22:25 |
| Singles-Match um die NXT Women’s Championship   | Asuka (C)                              | bes. | Mickie James                                 | 12:57 |
| Singles-Match um die NXT Championship           | Samoa Joe                              | bes. | Shinsuke Nakamura (C)                        | 20:09 |